# Tweeter

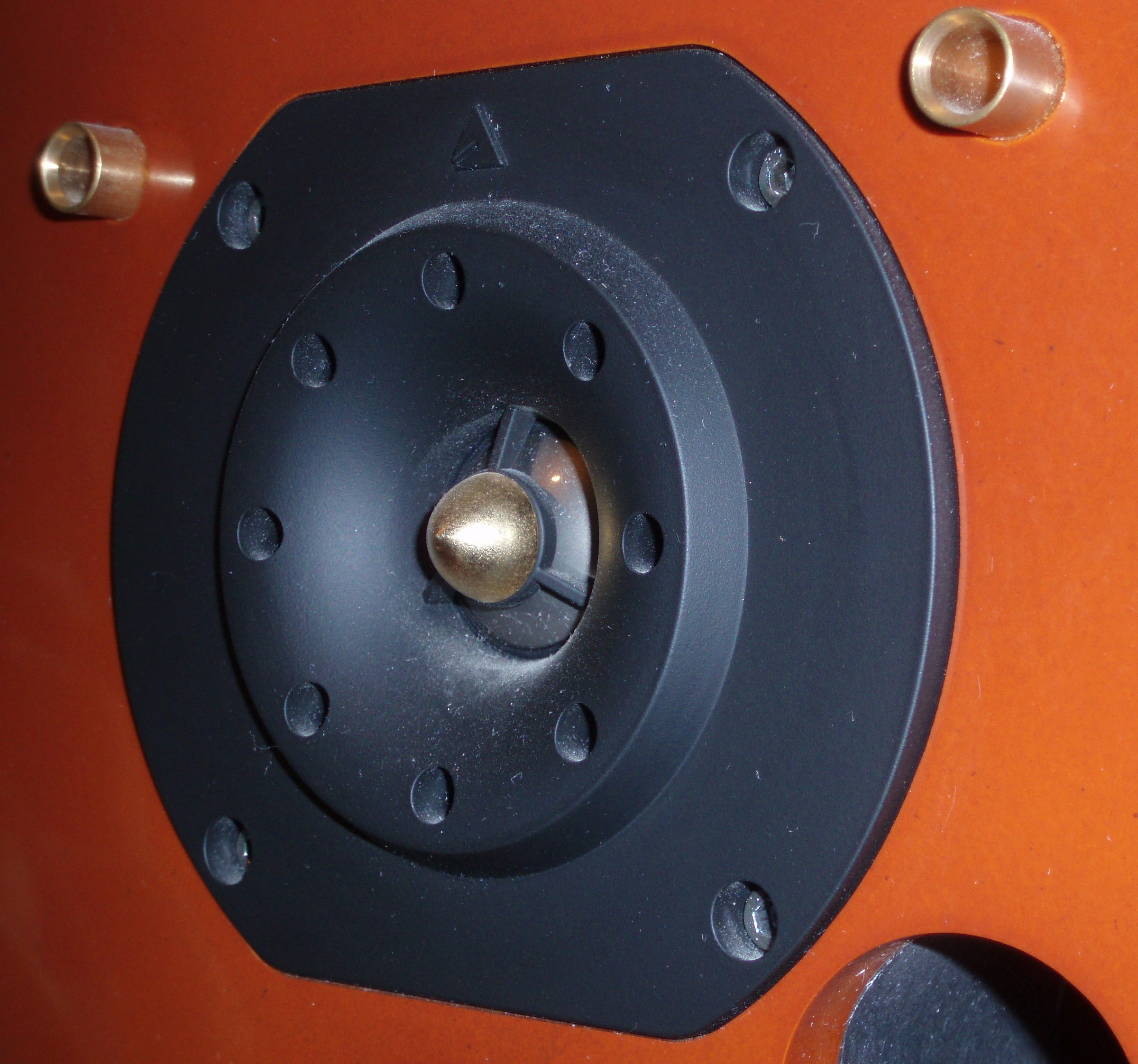
Un tipico Tweeter

Il tweeter è un altoparlante dedicato a riprodurre le frequenze alte della gamma audio. Nei tweeter classici la bocca di emissione ha un diametro minore degli altri altoparlanti (midrange e woofer), ed è calcolata per riprodurre al meglio le frequenze di cui si occupa.
Oltre alla tecnologia a cupola (la più diffusa), ne esistono altre, brevettate da numerosi costruttori internazionali.
Già negli anni sessanta, il costruttore statunitense Magnepan brevettò un sistema a nastro per la riproduzione della gamma alta impiegato nei propri diffusori acustici isoplanari, ovverosia impieganti membrane piane in mylar costituenti sia i woofer che i midrange. Il nastro in alluminio, largo un quarto di pollice, lungo circa 150 centimetri e dello spessore di pochi micron, data la sua massa estremamente ridotta, permette escursioni in frequenza oltre i 20 kilohertz. 
Quando sia richiesta grande potenza sonora, dell'ordine dei kilowatt, si ricorre ad una tipologia costruttiva in uso da decenni, denominata "a compressione"; sono unità magnetodinamiche di forma cilindrica, con membrana metallica, le quali devono essere necessariamente accoppiate ad un carico costituito da una tromba, realizzata generalmente in alluminio pressofuso, avente la bocca di emissione di forma rettangolare. Sono in commercio anche modelli di fascia economica realizzati in plastica. La qualità audio di queste unità è inferiore alle altre tecnologie, ma è l'unica che permette di ottenere grandissime pressioni acustiche (decibel).